# H&K G8
H&K G8は、ドイツのヘッケラー&コッホ（H&K）社が開発した軽機関銃あるいは自動小銃である。

## 概要
G8（Gewehr 8, 8号小銃）は、ドイツ連邦軍及び連邦国境警備隊（後の連邦警察）による採用時の制式名称で、H&K社における製品名はHK11。
HK11は、同社がG3小銃を原型に開発したHK21機関銃シリーズの一つで、ベルト給弾と弾倉給弾を併用していたHK21からベルト給弾機構を省略し、銃身を短縮したモデルである。弾倉はG3小銃と共有することが可能な20発箱型弾倉及び50発ドラム型弾倉が用意され、また、必要に応じてHK21と同様のベルト給弾機構を組み込むことも比較的容易である。発射方式はHK21と同様にセミ/フル/3点バーストの3段階切り替え式であった。
連邦国境警備隊が「警察組織としては過剰な火力」として批判されたMG1及びMG2機関銃を置換するべく、いわば重自動小銃として採用した。望遠型照準器を装備し、一種のマークスマンライフルとして運用したり、重銃身とドラム型弾倉を装備し、軽機関銃的に運用する事も可能であった。後に陸軍及び海軍でも少数採用されている。

## バリエーション
ここでは使用弾でバリエーションを分ける。

### 7.62x51mm NATO
HK11
オリジナルモデル。制式名称'G8。
HK11A1
ドイツ国内向けモデル。HK11の改良版。制式名称'G8A1。
HK11E
輸出向けモデル。

### 5.56x45mm NATO
HK13
HK11を5.56x45mm NATO弾仕様にしたモデル。
HK13E
輸出向けモデル。
HK GR6
HK13の照準器を固定式スコープに置き換えたモデル。
HK G13E
輸出向けモデル。M16のマガジン（STANAG マガジン）を使用する。